# Vraignes-en-Vermandois

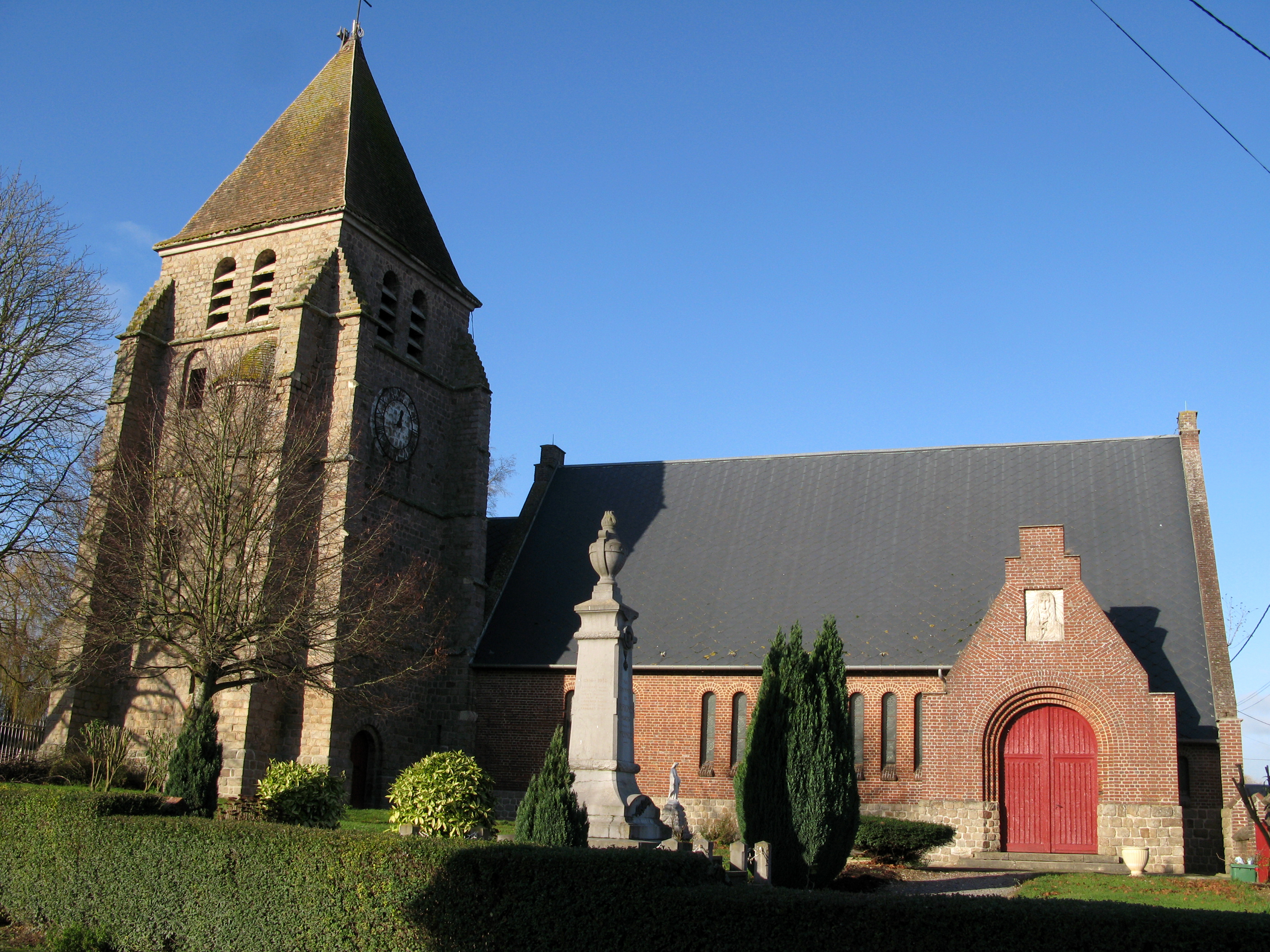
Kerk

Vraignes-en-Vermandois is een gemeente in het Franse departement Somme (regio Hauts-de-France) en telt 148 inwoners (1999). De plaats maakt deel uit van het arrondissement Péronne.

## Geografie
De oppervlakte van Vraignes-en-Vermandois bedraagt 4,3 km², de bevolkingsdichtheid is 34,4 inwoners per km².
De onderstaande kaart toont de ligging van Vraignes-en-Vermandois met de belangrijkste infrastructuur en aangrenzende gemeenten.

## Demografie
Onderstaande figuur toont het verloop van het inwonertal (bron: INSEE-tellingen).

1. ↑  Populations de référence 2022.